# Artoriellula
Artoriellula es un género de arañas araneomorfas de la familia Lycosidae. Se encuentra en Sudáfrica e Indonesia.

## Lista de especies
Según The World Spider Catalog 12.0:
- Artoriellula bicolor (Simon, 1898)
- Artoriellula celebensis (Merian, 1911)